# Samarina
O Grêmio Recreativo Cultural Escola de Samba Samarina é uma escola de samba do Recife, sendo uma das mais tradicionais escolas da cidade, embora esteja afastada da divisão principal a alguns anos.

## História
Inicialmente a Samarina disputava o atual Grupo 1 (na época Grupo 2), quando ainda não havia rebaixamento e ascensão. A escola possui ligações históricas com a Estudantes de São José: por poussir as mesmas cores, usava as fantasias do ano anterior da co-irmã.
Ascendeu ao grupo principal pela primeira vez em 1978, quando venceu o grupo de acesso. Com uma surpreendente terceira colocação em 1979, quase faz com que a gigante do Samba fosse rebaixada. Em 1989 conquistou o título de campeã do grupo principal.
Após um período de grande sucesso, após a morte da sua fundadora "Tia Linda", a Samarina caiu em decadência, sendo atualmente uma escola dos grupos de acesso do Recife.
Em 2002, desfilou com o enredo "As 4 maravilhas", do carnavalesco Deda Devagar.
Em 2009, emprestou duas estruturas alegóricas para a Estudantes, de grupo inferior.
Foi vice-campeã do grupo 1 em 2010.
Chegou ao Grupo Especial em 2011, obtendo um quinto lugar, que lhe rebaixou.

## Carnavais
| Ano  | Colocação   | Grupo               | Enredo       | Carnavalesco |
| ---- | ----------- | ------------------- | ------------ | ------------ |
| 2010 | vice-campeã | 1 (segunda divisão) |              |              |
| 2011 | 5º lugar    | Especial            | Valeu Zumbi! |              |